# 旧谢利耶农村居民点
旧谢利耶农村居民点（俄语：Старосельское сельское поселение）是俄罗斯联邦布良斯克州乌涅恰区所属的一个农村居民点。其下辖有16个居民点，行政中心为旧谢利耶。据2015年统计，该农村居民点的人口为996人。